# Nagy Olivér (labdarúgó)
Nagy Olivér (Pécs, 1989. január 30. –) magyar labdarúgó. 

## Sportpályafutása
Az Újpest FC utánpótlás-csapatában kezdett sportolni. 2006-ban került az Újpest felnőtt csapatába, s az élvonalban ez év augusztus 19-én a Budapest Honvéd FC ellen debütált. Első évadjában 21 mérkőzésen szerepelt, s első gólját volt csapatának, a Pécsi MFC-nek lőtte. Második évadját mindjárt góllal kezdte a BFC Siófok ellen, azonban 2007 őszén többnyire klubja harmadosztályú tartalékegyüttesében szerepelt. 2008 tavaszán nevelőegyesülete fél évre kölcsönvette, majd a nyári átigazolási időszakban végleg megszerezték játékjogát. Ezt követően futballozott az élvonalban a Paksi FC, a Szombathelyi Haladás és a Gyirmót FC csapatában is. 2015-ben fél évet légióskodott a román FC Ceahlăul Piatra Neamțban. 2017 januárjában az NB II-es Soroksár SC igazolta le, ahol nem maradt sokáig, mert augusztustól a Balassagyarmati VSE keretét erősíti.
Combsérülés miatt a fiatal labdarúgónak ki kellett hagynia az egyiptomi 2009-es U20-as labdarúgó-világbajnokságot.

## Sikerei, díjai
Nagy korosztályos válogatott labdarúgó, tagja volt a 2008-ban, Csehországban megrendezett U19-es labdarúgó Európa-bajnokságon bronzérmet szerzett csapatnak.